# Darío Yazbek Bernal
Darío Yazbek Bernal (Ciutat de Mèxic, 30 de novembre de 1990) és un actor mexicà, reconegut per actuar en la sèrie La casa de las flores (2018-2020).

## Biografia
És fill del director fotogràfic Sergio Yazbek i de l'actriu Patricia Bernal. És germà de l'actor Gael García Bernal. Darío va créixer entre teatres i sets de televisió. Va ser fins als 14 anys que va dirigir i va actuar per primera vegada en una obra escolar, des de llavors va començar a interessar-se per la indústria cinematogràfica.

## Estudis
En 2010, va obtenir una beca per a estudiar actuació al college Goldsmiths, a la Universitat de Londres, prolongant la seva estada a Anglaterra per a realitzar un mestratge en Història, mentre continuava treballant en obres que havia iniciat des de la seva carrera.

## Trajectòria
Va estudiar actuació en la Universitat de Londres. Posteriorment va treballar amb Michel Franco. Va produir la pel·lícula "Los paisajes". La seva popularitat va créixer en interpretar a Julián de la Mora, un jove bisexual i el menor dels fills de la família De la Mora a La casa de las flores.

## Filmografia

### Cinema
| Any  | Títol                              | Rol               | Notes        |
| ---- | ---------------------------------- | ----------------- | ------------ |
| 2009 | Daniel y Ana                       | Daniel Torres     | Protagonista |
| 2014 | Todo se puede                      | Dario             | Curtmetratge |
| 2016 | Sangre Alba                        |                   | Curtmetratge |
| 2017 | Los paisajes                       | Pablo             |              |
| 2018 | The Morphable Man                  | Adio              | Curtmetratge |
| 2019 | Unas ruinas                        | Daniel            | Curtmetratge |
| 2021 | La Casa de las Flores: la película | Julián de la Mora |              |

### Televisió
| Any       | Títol                              | Rol                       | Notrs                        |                  |
| --------- | ---------------------------------- | ------------------------- | ---------------------------- | ---------------- |
| 2018      | El candidato Rayo                  | Carlos Márquez            | Elenc principal              | Distrito Comedia |
| 2018-2020 | La casa de las flores              | Julián de la Mora         | Elenc principal, 35 episodis | Netflix          |
| 2020      | Historia de un crimen: La búsqueda | Procurador Alberto Bazbaz | Elenc principal, 6 episodis  | Netflix          |
| 2022      | Now and Then                       | Pedro (jove)              | Elenc principal              | Apple TV +       |